# Bartolomeo Carlo Romilli

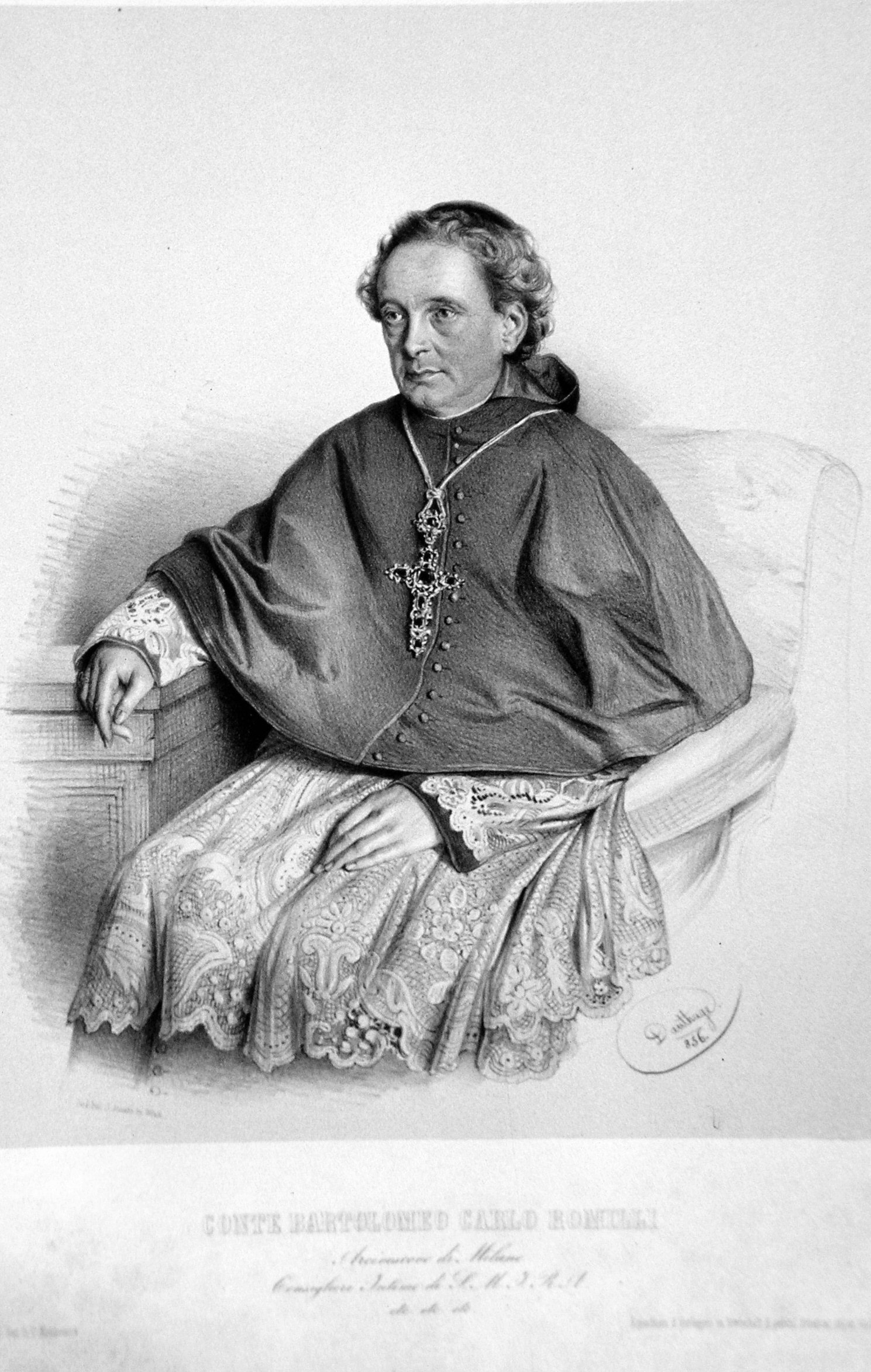
Erzbischof Bartolomeo Carlo Romilli (Lithographie von Adolf Dauthage, 1856)

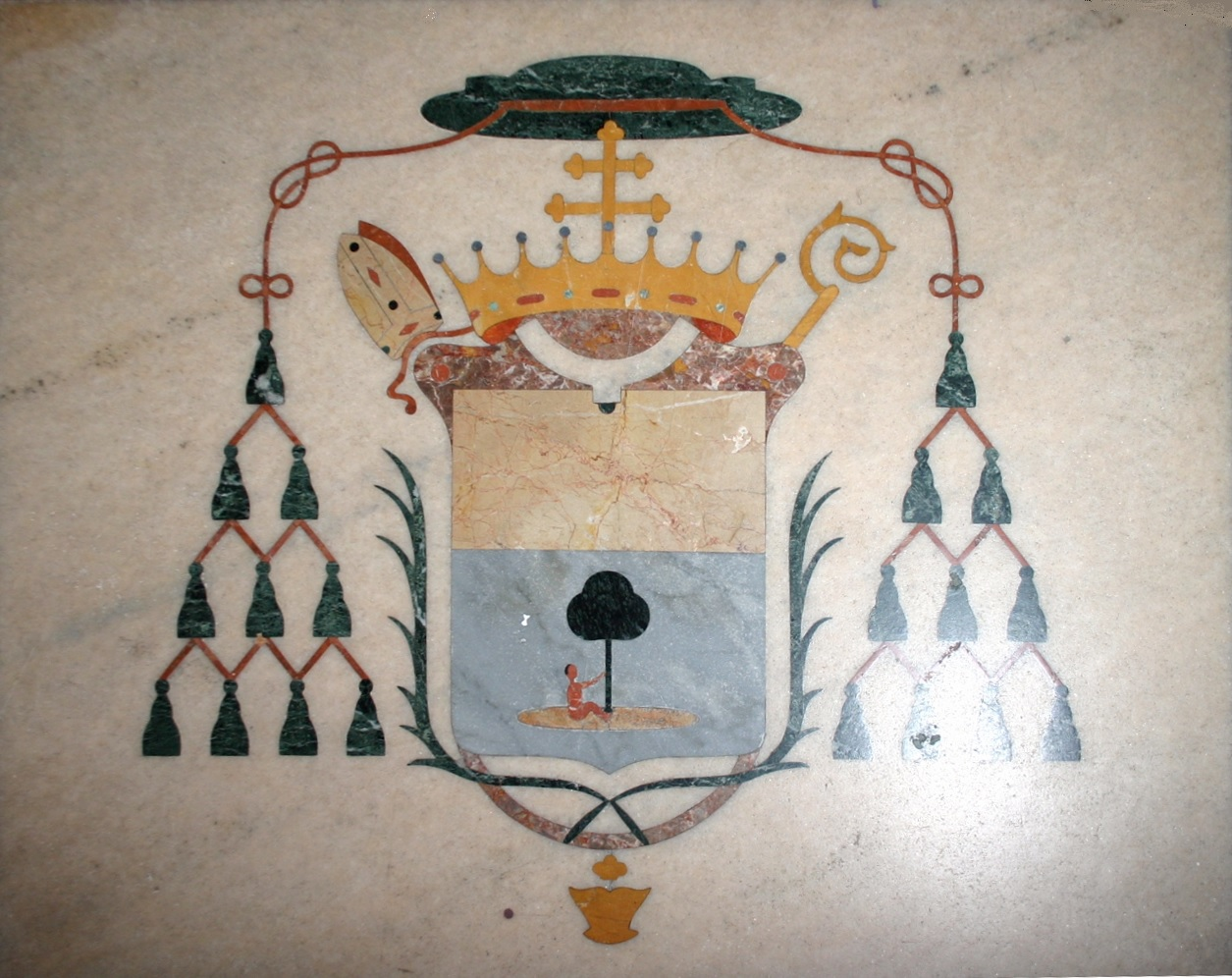
Erzbischofswappen auf Bartolomeo Carlo Romillis Grabplatte (Dom zu Mailand)

Bartolomeo Carlo Romilli (* 14. März 1795 in Bergamo; † 7. Mai 1859 in Mailand) war ab 1847 Erzbischof von Mailand.

## Leben
Romilli, aus einer Adelsfamilie stammend, empfing am 31. Mai 1817 die Diakonen- und sieben Monate später die Priesterweihe. Anschließend war er in seinem Heimatbistum Bergamo als Literaturprofessor tätig.
Am 3. Oktober 1845 wurde er von Papst Gregor XVI. zum neuen Bischof von Cremona ernannt. Die Bischofsweihe erhielt er erst am 21. Juni 1846 durch Carlo Gritti Morlacchi, Bischof von Bergamo. In Cremona konnte er erfolgreich Spenden zur Linderung einer Hungersnot organisieren. Schon ein Jahr später wurde Bartolomeo Carlo Romilli Erzbischof von Mailand; seine Wahl wurde unter anderem durch einflussreiche Personen der Stadt beeinflusst. Angesichts der Revolutionen von 1848 und der italienischen Unabhängigkeitsbestrebungen nahm er eine neutrale Position zwischen den Freiheitskämpfern und den Habsburgern ein; diese Haltung wurde auch durch die politische Spaltung des Klerus begünstigt. Romilli begrüßte die Verhandlungen zum 1855 abgeschlossenen Konkordat zwischen dem österreichischen Kaiserhof und dem Kirchenstaat. Geistlich strebte er eine Restauration nach Vorbild des heiligen Karl Borromäus an. Von schlechter Gesundheit, erlitt er Ende 1857 einen Schlaganfall und wurde fortan von seinem Generalvikar und späteren Nachfolger Paolo Angelo Ballerini unterstützt. Er verstarb schließlich im Mai 1859.

## Auszeichnungen
- 1847: Orden der Eisernen Krone